# Lilly Krug

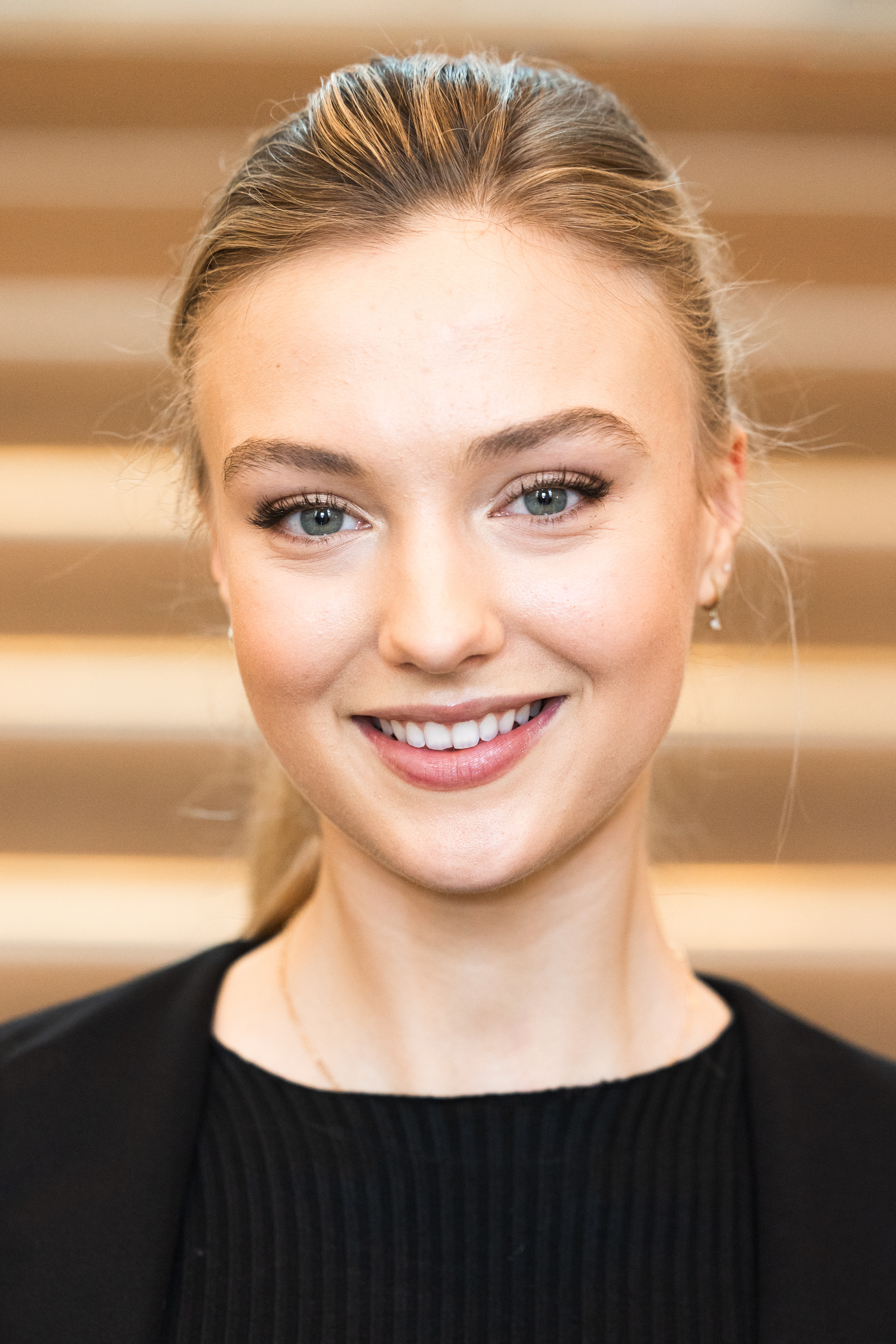
Lilly Krug, 2024

Lilly Krug (* 5. Juni 2001 in München) ist eine deutsche Schauspielerin. 

## Leben
Lilly Krug ist die Tochter der Filmschauspielerin Veronica Ferres und des Werbemanagers Martin Krug. Im November 2008 trennte sich das Paar und ließ sich 2010 scheiden. Durch die Heirat ihrer Mutter mit dem Unternehmer Carsten Maschmeyer ist sie seit 2014 dessen Stieftochter.
2019 schloss Krug den Besuch der Bavarian International School in München mit dem International Baccalaureate ab. Sie lebt in Los Angeles, wo sie an der University of Southern California Psychologie studiert.
Im deutschen Fernsehen hatte Krug zunächst Episodenauftritte in den Fernsehserien Gipfelstürmer – Das Berginternat, Der Lehrer und Hubert ohne Staller. 2022 war Krug erstmals in einer Hauptrolle zu sehen. In dem u. a. von ihrer Mutter produzierten Thriller Shattered – Gefährliche Affäre spielte sie eine Femme fatale. Ihre Darstellung wurde in Variety gelobt, auch wenn der Film keine guten Kritiken bekam. In der Folge Verfehlte Liebe der ZDF-Fernsehserie Letzte Spur Berlin (Staffel 12, Folge 9) war Krug in einer Episodenhauptrolle als Unternehmertochter Anika Homberg zu sehen. Im Actionthriller Plane (2023) mit Gerard Butler war sie in einer Nebenrolle zu sehen.

## Filmografie
- 2016: Salt and Fire
- 2019: Malou (Kurzfilm)
- 2020: Gipfelstürmer – Das Berginternat (Fernsehserie, Folge Sehtest)
- 2021: Der Lehrer (Fernsehserie, zwei Folgen)
- 2021: Every Breath You Take
- 2021: Swing (Heart of Champions)
- 2021: Hubert ohne Staller (Fernsehserie, Folge Tod des Sokrates)
- 2021: Zero Contact
- 2022: Shattered – Gefährliche Affäre (Shattered)
- 2023: Letzte Spur Berlin (Fernsehserie, Folge 12x09: Verfehlte Liebe)
- 2023: Plane
- 2025: Club der Dinosaurier (Fernsehserie)
- 2025: April X[9]